# Dasypeltis taylori
Espèce
Dasypeltis taylori est une espèce de serpents de la famille des Colubridae.

## Répartition
Cette espèce se rencontre au Nord de la Somalie et à Djibouti.

## Description
Dasypeltis taylori imite par son aspect la vipère Echis pyramidum.

## Étymologie
Son nom spécifique, taylori, lui a été donné en l'honneur du Colonel R. H. R. Taylor qui a collecté l'holotype en 1932.

## Publication originale
- Bates, M.F. & D.G. Broadley 2018 : « A revision of the egg-eating snakes of the genus Dasypeltis Wagler (Squamata: Colubridae: Colubrinae) in north-eastern Africa and south-western Arabia, with descriptions of three new species ». Indago, vol. 34, n. 1, pp. 1-95 (lire en ligne).